# Thomas Jackson (cestista)
Thomas Vearl Jackson (East Lansing, 23 maggio 1980) è un ex cestista e allenatore di pallacanestro statunitense, professionista in Europa.

## Palmarès
- Campionato olandese: 1

Leida: 2010-11
- Coppa d'Olanda: 1

Leida: 2012
- Supercoppa d'Olanda: 1

Leida: 2012